# Азері (волость)
Азері (ест. Aseri vald) — волость в Естонії, у складі повіту Іда-Вірумаа. Волосна адміністрація розташована в селищі Азері.

## Розташування
Площа волості — 67,1 км², чисельність населення станом на 1 січня 2015 року становить 1699 осіб.
Адміністративний центр волості — сільське селище (ест. alevik) Азері. Крім того, на території волості знаходяться ще 8 сіл: Азеріару, Калві, Кетсла, Коогу, Киркюла, Киртсіалузе, Ору, Ранну.